# Каррін Еллісон
Каррін Еллісон (англ. Karrin Allyson, при народженні англ. Karrin Allyson Schoonover; 27 липня 1963, Грейт-Бенд, Канзас) — американська джазова вокалістка. Була номінована 5 разів на Grammy Awards, та отримала позитивні відгуки від кілька видатних джерел, включаючи New York Times, який назвав її «співачка з котячим дотиком та бездоганною інтонацією».

## Початок життя та освіта
Каррін Еллісон народилася у Great Bend, Канзас; її батько був лютеранським священиком, а мати психотерапевтом, вчителем та класичним піаністом. Вона зростала у Омаха, та провела роки старшої середньої школи у Сан-Франциско. У молодості вона вивчала класичне фортепіано, співала в місцевій церкві та в музичному театрі, а також почала писати пісні.
Еллісон відвідувала University of Nebraska у Омаха за класом класичного фортепіано; спеціалізацією було класичне фортепіано та додатково французька. Окрім її класичного навчання в університеті, Еллісон була солістом у своєму жіночому рок-гурті Tomboy. У неї також був розвинений жадібний інтерес до джазу, виконуючи, як в джаз свінг хорі University of Nebraska, так і в її власному джазовому ансамблі, який давав концерти на різних майданчиках Омахи.

## Музична кар'єра
Після випуску з University of Nebraska у 1986 році, Еллісон переїхала до Міннеаполіс, і сконцентрувалася на джазовій кар'єрі. У 1990 році вона переїхала до Канзас-Сіті (Міссурі), де її джазова кар'єра злетіла. У 1992 році вона записує дебютний альбом I Didn't Know About You, який був так добре прийнятий, що був перевиданий на Concord Records у 1993 році. Згодом вона записала ще вісім альбомів, виданих Concord Records у Канзас-Сіті. У 1998 році вона переїхала до Нью-Йорку з її давнім партнером, ведучим на радіо класичної музики Bill McGlaughlin, з котрим вона зустрілася у Канзас-Сіті (Міссурі) на початку 90х років.
Еллісон співає англійською, французькою, португальською, італійською та іспанською. Вона виконує пісні у різних жанрах, в тому числі bossa nova, blues, bebop, samba, jazz standards, та інших джазових варіаціях, а також ballads, pop standards, Great American Songbook, soft rock, та folk rock. Вона також записала вокальні виступи різних джазових композицій, використовуючи техніки scat та vocalese. Вона записала 12 оригінальних студійних альбомів на лейблі Concord Jazz, а в 2009 році вона випустила альбом, який охоплює «best of» її кар'єри.
Чотири з альбомів Еллісон  — Ballads: Remembering John Coltrane (2001), Footprints (2006), Imagina: Songs of Brasil (2008), та 'Round Midnight (2011) — отримали номінації Grammy як Best Jazz Vocal Album. Еллісон багато гастролює, як в Сполучених Штатах, так і на міжнародному рівні.

## Дискографія
- 1992 I Didn't Know About You
- 1993 Sweet Home Cookin'
- 1994 Azure-Té
- 1996 Collage
- 1996 Daydream
- 1999 From Paris To Rio
- 2001 Ballads: Remembering John Coltrane
- 2002 In Blue
- 2004 Wild For You
- 2006 Footprints
- 2008 Imagina: Songs of Brasil
- 2009 By Request: The Best of Karrin Allyson (compilation)
- 2011 Round Midnight
- 2013 Yuletide Hideaway (A Christmas Album)